# 法尔克维莱尔
法尔克维莱尔（法語：Falkwiller，法語發音：[falkvilɛʁ] ⓘ）是法国上莱茵省的一个市镇，属于阿尔特基什区。

## 地理
法尔克维莱尔（47°40'53"N, 7°8'2"E）面积3.55 平方千米，位于法国大東部大區上莱茵省，该省份为法国东部内陆省份，是阿尔萨斯的一部分，今与下莱茵省组成了阿尔萨斯欧洲集体，其北临下莱茵省，西接孚日省，西南接贝尔福地区省，东侧沿莱茵河与德国相望，南与瑞士接壤。
与法尔克维莱尔接壤的市镇（或旧市镇、城区）包括：埃肯、吉尔德维莱尔、巴尔什维莱尔、比特维莱尔、盖沃纳滕。
法尔克维莱尔的时区为UTC+01:00、UTC+02:00（夏令时）。

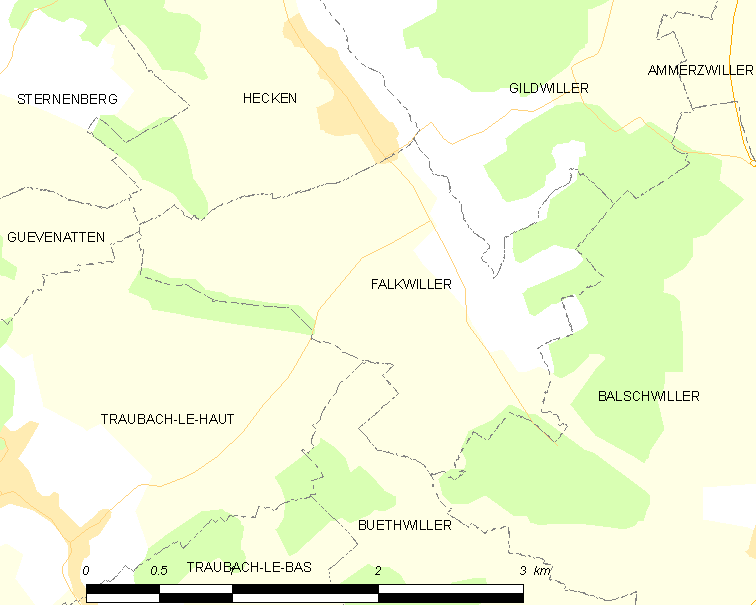
法尔克维莱尔的OSM定位图

## 行政
法尔克维莱尔的邮政编码为68210，INSEE市镇编码为68086。

## 政治
法尔克维莱尔所属的省级选区为马斯沃-尼德布吕克县。

## 人口

1962-2008年间法尔克维莱尔人口变化图示

法尔克维莱尔于2022年1月1日时的人口数量为211人。